# Měrovice nad Hanou
Měrovice nad Hanou település Csehországban, Přerovi járásban. Měrovice nad Hanou Křenovice, Uhřičice, Stříbrnice, Němčice nad Hanou, Kojetín, Vrchoslavice és Hruška településekkel határos. Lakosainak száma 691 fő (2024. január 1.).

## Népesség
A település lakosságának változását az alábbi diagram mutatja:
| Lakosok száma | 559  | 648  | 767  | 709  | 648  | 694  | 695  | 703  | 673  | 691  |
|               | 1869 | 1890 | 1921 | 1950 | 1980 | 2001 | 2017 | 2019 | 2022 | 2024 |